# 貝倫塔爾巴赫河
47°28′08″N 8°45′16″E / 47.46889°N 8.75446°E

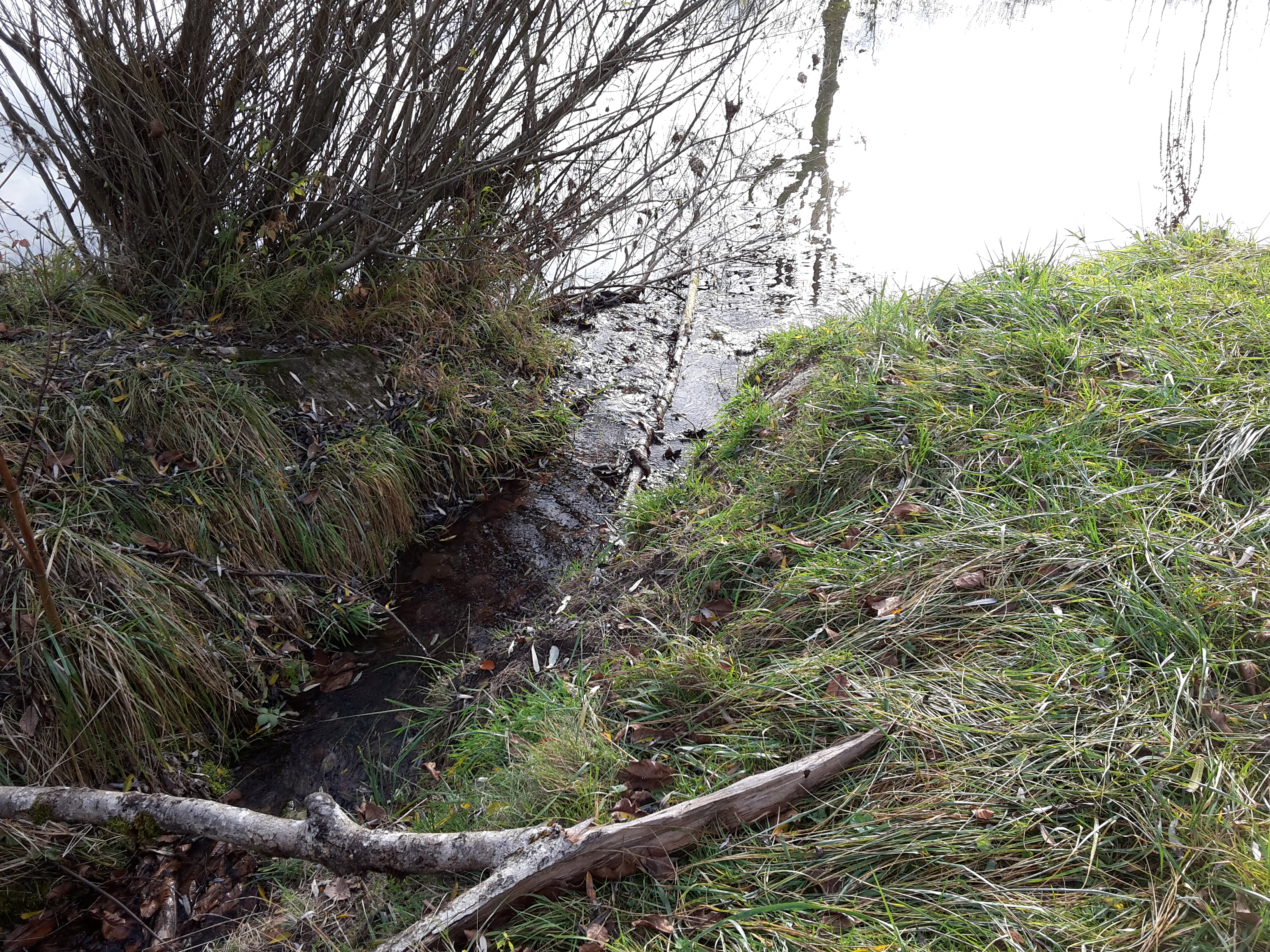

貝倫塔爾巴赫河是瑞士的河流，位於該國北部，流經蘇黎世州，屬於特斯河的右支流，河道全長1.5公里，流域面積1.8平方公里，河畔城鎮有溫特圖爾。